# Chaim Grade
Chaim Grade (jid. ‏חיים גראַדע‎, ur. 4 kwietnia 1910 w Wilnie, zm. 26 czerwca 1982 w Nowym Jorku ) – poeta i prozaik, jeden z czołowych pisarzy jidysz XX wieku.

## Życiorys
Chaim Grade był synem rabina Szlomo Mordechaja Gradego, nauczyciela języka hebrajskiego, maskila (zwolennika żydowskiego oświecenia). Edukację religijną zdobywał pod kierunkiem wielkiego znawcy Talmudu Chazona Isza (1878–1953).
W roku 1932 opuścił jesziwę białostocką i podjął działalność pisarską . W 1936 roku rozpoczął publikowanie opowiadań i wierszy w języku jidysz; w marcu tegoż roku został przyjęty do eksperymentalnej grupy artystów i pisarzy Jung Wilne . Pierwsze publikacje jego autorstwa nastąpiły już miesiąc po przyjęciu do grupy – to zbiorek poetycki: Jo [pl. Tak] (kwiecień, 1936) .
W 1939 Chaim Grade został laureatem prestiżowej nagrody przyznawanej przez Alweltlecher Jidiszer Kultur-Farbund „IKUF” (Światowy Związek Kultury Żydowskiej) w Nowym Jorku. Nagrodę otrzymał za całokształt twórczości: zbiór Tak, poematy Płacz pokoleń oraz Musarnicy. Poemat epicki Musarnicy został opublikowany w Wilnie na początku 1939 roku jako kolejna książka z serii wydawniczej Jung Wilne).
Po wybuchu drugiej wojny światowej pozostał w znajdującym się pod litewską okupacją Wilnie, skąd zbiegł na wschód w 1941 roku, po niemieckiej inwazji na Związek Radziecki; tam trafił do łagru. W 1946 roku wrócił na krótko do Polski, następnie wyjechał do Francji, po czym przeprowadził się z drugą żoną do USA w 1948 roku .
Pochowany jest na cmentarzu Riverside Cemetery, Saddle Brook, New Jersey.

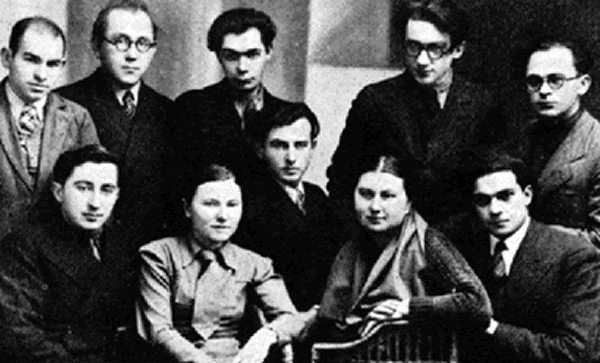
Chaim Grade (stoi drugi od lewej) w gronie członków grupy Jung Wilne

## Twórczość
Jego poezja koncentrowała się na przeżyciach związanych z Holokaustem, w czasie którego zginęła jego młoda żona Frume-Libe, córka rabina z Głębokiego, i jego matka Wella, córka rabina Rafaela Blumenthala. Jego proza często opisywała życie biednych Żydów na przedwojennej Wileńszczyźnie.
Pomimo że jest mniej znany niż Isaac Bashevis Singer czy Szolem Alejchem, Chaim Grade zaliczany jest do najwybitniejszych stylistów języka jidysz.
W 1970 roku został wyróżniony nagrodą im. Icyka Mangera za wkład w literaturę jidysz.

## Ważniejsze utwory
Chaim Grade opublikował m.in. :
- 1936: ‏יאָ‎ Jo (Tak)
- 1939: ‏מוסרניקעס‎ Musernikes (Moraliści, tytuł nawiązujący do ruchu w obrębie ortodoksyjnego judaizmu[2] )
- 1945: ‏דורות‎ Dojres (Pokolenia)
- 1947: ‏אויף די חורבֿות‎ Ojf di churwes (Na ruinach)
- 1947: ‏פֿאַרוואַקסענע וועגן‎ Farwaksene wegn (Zarośnięte drogi)
- 1949:  ‏דער מאַמעס צוואה‎ Der mames cawoe (Testament matki)
- 1950: ‏שײַן פֿון פֿאַרלאָשענע שטערן‎ Szajn fun farloszene sztern (Światło zgasłych gwiazd)
- 1950: ‏מײַן קריג מיט הערש ראַסיינער‎ Majn krig mit Hersz Rasejner
- 1955: ‏דער מאַמעס שבתים‎ Der mames szabosim (Szabaty mojej matki)
- 1958: ‏דער שולהויף‎ Der szulhojf
- 1961: ‏די עגונה‎ Di agune
- 1967–1968: ‏צמח אַטלאַס‎ Cemach Atlas, 2 tomy
- 1974: ‏די קלויז און די גאַס‎ Di klojz un di gas

### Tłumaczenia na język polski
Przekłady dwóch wierszy Chaima Gradego, autorstwa Włodzimierza Słobodnika, zamieszczono w Antologii poezji żydowskiej (Tak oraz Świat w 1934).
Di agune, powieść Chaima Gradego, ukazuje się w odcinkach w magazynie żydowskim Chidusz (począwszy od numeru 10/2021) w przekładzie Magdaleny Wójcik.